# Стяжкина, Татьяна Анатольевна
Татья́на Анато́льевна Стя́жкина (род. 10 апреля 1977, Симферополь) — украинская шоссейная велогонщица, выступавшая на профессиональном уровне на всём протяжении 2000-х годов. Двукратная чемпионка Европы среди андеров, четырёхкратная чемпионка Украины по шоссейному велоспорту, победительница ряда крупных женских гонок на шоссе, участница двух летних Олимпийских игр. Мастер спорта Украины международного класса. На соревнованиях представляла Симферополь и Черкассы.

## Биография
Татьяна Стяжкина родилась 10 апреля 1977 года в городе Симферополе Крымской области Украинской ССР. Заниматься велоспортом начала в раннем детстве, проходила подготовку под руководством Владимира Резника и заслуженного тренера Украины Татьяны Георгиевны Новицкой.
Впервые заявила о себе в 1995 году, выиграв бронзовую медаль на шоссейном чемпионате мира в программе индивидуальной гонки с раздельным стартом. Два года спустя была второй на молодёжном чемпионате Европы в Австрии, успешно выступила в женской многодневной гонке «Джиро ди Тоскана — Мемориал Микелы Фанини» в Италии, где финишировала первой в прологе и заняла второе место в генеральной классификации.
В 1999 году на молодёжном европейском первенстве в Лиссабоне одержала победу сразу в двух дисциплинах: групповой и индивидуальной гонках.
Благодаря череде удачных выступлений удостоилась права защищать честь страны на летних Олимпийских играх 2000 года в Сиднее — в итоге заняла здесь 17 место в групповой гонке и 19 место в гонке с раздельным стартом.
Начиная с 2000 года выступала на профессиональном уровне за различные европейские профессиональные команды, в их числе Acca Due O, Alfa Lum, Pragma-Deia-Colnago, Velodames-Colnago, Aliverti-Bianchi-Kookai. В этот период отметилась победами на отдельных этапах «Тур де Од», «Трофи д’Ор», «Тура Швейцарии», «Туре Польши». В 2001 и 2002 годах становилась чемпионкой Украины по шоссейному велоспорту в групповой и индивидуальной гонках соответственно.
В период 2006—2008 годов представляла итальянский клуб USC Chirio Forno D'Asol, с которым помимо прочего сумела выиграть генеральную классификацию «Вуэльты Сальвадора». В 2008 году в зачёте украинского национального первенства была лучшей в обеих женских дисциплинах, групповой гонке и гонке с раздельным стартом. Находясь в числе лидеров национальной сборной Украины, благополучно прошла отбор на Олимпийские игры в Пекине — на сей раз стартовала исключительно в групповой гонке и заняла итоговое 32 место.
В 2009 году ещё некоторое время выступала за команду Fenixs-Edilsavino, но уже не показывала сколько-нибудь значимых результатов на международной арене и вскоре приняла решение завершить спортивную карьеру.
За выдающиеся спортивные достижения удостоена почётного звания «Мастер спорта Украины международного класса».